# Heinrich Rickert (filosof)
Heinrich John Rickert, född 25 maj 1863 i Danzig, död 25 juli 1936 i Heidelberg, var en tysk filosof. 

## Biografi
Heinrich Rickert var son till politikern Heinrich Rickert.

## Verk
Rickert, som blev professor i Freiburg im Breisgau 1894, var närmast påverkad av Fichte och Windelband och representerade en kritisk idealism, som erkände absoluta värden. Han tillerkände viljan betydelse även vid kunskapen och antog "det praktiska förnuftets primat". Rickert skilde mellan naturvetenskap och historisk vetenskap och ansåg naturvetenskapen karakteriseras genom bemödandet att nå fram till abstrakta, allmänna lagar, under det att de historiska vetenskaperna bildar begrepp med individuellt innehåll och har till föremål en konkret verklighet, som inte existerar mer än en gång.